# Жозе, тигр та риба
Жозе, тигр та риба (яп. ジョゼと虎と魚たち, Joze to Tora to Sakanatachi) — японський анімаційний романтичний фільм 2020 року режисера Котаро Тамури за сценарієм Саяки Кувамури, заснований на однойменному оповіданні Сейко Танабе. Персонажі були розроблені Нао Емото (який також створив мангу на основі фільму), дизайн анімації персонажів — Харуко Іідзука (який також був головним аніматором), а виробництво анімації здійснено студією Bones. Фільм розповідає про життя студента університету та паралізованої жінки.
У перший тиждень виходу в Японії фільм посів 9 місце в японському прокаті та отримав дуже позитивні відгуки від критиків.

## Сюжет
Цунео Судзукава, студент університету і працівник магазину в Осаці, рятує дівчину з обмеженими можливостями на ім'я Жозе, коли та випадково зіштовхує свій інвалідний візок з крутої дороги. Цунео запрошує бабуся Жозе, Чідзу, переночувати в їхньому будинку і стати доглядальником Жозе. Спочатку Жозе поводиться егоїстично, але з часом їхні стосунки міцнішають. Цунео і Жозе разом проводять час на пляжі. Пізніше Жозе починає працювати в бібліотеці. Цунео отримує стипендію та пропозицію навчатися в Мексиці, але не розповідає Жозе про своє майбутнє.
Після смерті Чідзу від серцевого нападу Жозе залишається сама, але двоє чоловіків повідомляють їй, що вона покине дім на кілька місяців. Одна з її колег, Май Ніномія, просить Жозе «спокутувати свою провину і звільнити Цунео». Жозе стає офісною працівницею, замість того, щоб бути художницею. Після сварки на пляжі Жозе застрягла в інвалідному візку на дорозі. Цунео потрапляє під машину, отримує перелом правої ноги і два місяці перебуває в лікарні. Коли професор повідомляє Цунео, що інший студент замінить його у навчанні та подорожах, він відмовляється від своєї мрії і залишає Жозе на деякий час на самоті. Однак Май відвідує Жозе і каже їй, що вона заслуговує на Цунео більше, бо знає його краще, намагаючись переконати Жозе допомогти Цунео.
Поки Цунео проходить реабілітацію, Жозе продовжує свою роль художниці. Один із друзів Цунео, Хаято Мацуура, проводжає його з лікарні до бібліотеки, де Жозе читає дітям оповідання: книжку, яку вона намалювала під назвою «Русалка та променисті крила», алегорію їхніх стосунків. Цунео, зворушений її історією та підтримкою, починає активно займатися фізіотерапією, працюючи невтомно і знову починаючи ходити. Він просить її бути з ним перед його випискою, але вона відповідає, що буде щаслива за нього. Жозе не приходить до лікарні, коли Цунео виписується. Цунео повертається до порожнього дому і виявляє, що Жозе зникла.
Поки його друзі шукають Жозе в місті, Цунео бачить і йде за слідами колісних доріжок на снігу від зоопарку (де Жозе бачила тигра). Її інвалідний візок випадково скидає в снігову дорогу недбалий перехожий, і вона знову опиняється в його обіймах, так само, як і під час їхньої першої зустрічі. Тримаючи один одного, вони зізнаються у своїх почуттях і діляться своїм майбутнім: Жозе каже, що хоче стати ілюстраторкою для книжок, а Цунео відповідає, що залишається з нею. Жозе питає про Мексику, а він говорить, що повернеться додому, тому що любить її. Вона відповідає тим самим, і вони обіймаються. Цунео вирушає до Мексики, а Жозе залишає будинок, який має бути знесений. Наступного року Цунео повертається до Японії і продовжує проводити час з Жозе.

## Виробництво
Аніме-адаптація оповідання була оголошена 3 грудня 2019 року, коли Kadokawa Corporation звернулася до Тамури та виклала набір книг на вибір. Вони хотіли адаптувати класичну японську літературу. На зустрічі було обрано Жозе, і фільм було запущено у виробництво. Тамура планував зробити фільм зі щасливим кінцем, на відміну від інших темніших фільмів про інвалідність. Він сказав: «Ми хотіли мати дуже піднесений і позитивний меседж». Тамура зазначив, що стан Жозе був успадкований від народження, і що вона не отримала його за життя. Замість того, щоб розвивати характер ззовні, вони хотіли, щоб вона змінилася зсередини, як звичайний персонаж.
Виробництво аніме-фільму почалося 3 грудня 2019 року. 3 січня 2020 року було оголошено, що фільм буде випущено влітку того ж року. 3 березня 2020 року вийшли перші сцени та ілюстрації до фільму. Однак через пандемію COVID-19 дата виходу фільму була відкладена. 13 серпня 2020 року було офіційно оголошено, що фільм вийде в прокат 25 грудня.

## Музика
Музику до фільму написав Еван Колл. Він також написав опенінг Take Me Far Away у виконанні Ай Ічікави. Eve виконав вставну пісню Shinkai та ендінг Ao no Waltz.

## Сприйняття
На сайті агрегатора рецензій Rotten Tomatoes 100% з 15 відгуків критиків є позитивними, із середньою оцінкою 7,9/10.

## Нагороди
| Рік  | Нагорода                                         | Категорія                        | Отримувач          | Результат | Прим.  |
| ---- | ------------------------------------------------ | -------------------------------- | ------------------ | --------- | ------ |
| 2021 | 75-а Премія Майніті                              | Найкращий анімаційний фільм      | Жозе, тигр та риба | Номінація | [ 14 ] |
| 2021 | 44-а Премія Японської академії                   | Найкращий анімаційний фільм року | Жозе, тигр та риба | Номінація | [ 15 ] |
| 2021 | Міжнародний фестиваль анімаційних фільмів в Ансі | Повнометражний фільм             | Жозе, тигр та риба | Номінація | [ 16 ] |
| 2021 | Фестиваль японської анімації Котацу              | Приз глядацьких симпатій         | Жозе, тигр та риба | Перемога  |        |
| 2021 | Hochi Film Award                                 | Найкращий анімаційний фільм      | Жозе, тигр та риба | Номінація | [ 17 ] |
| 2022 | 6th Crunchyroll Anime Awards                     | Найкращий фільм                  | Жозе, тигр та риба | Номінація | [ 18 ] |